# Westerkerk (Amsterdam)

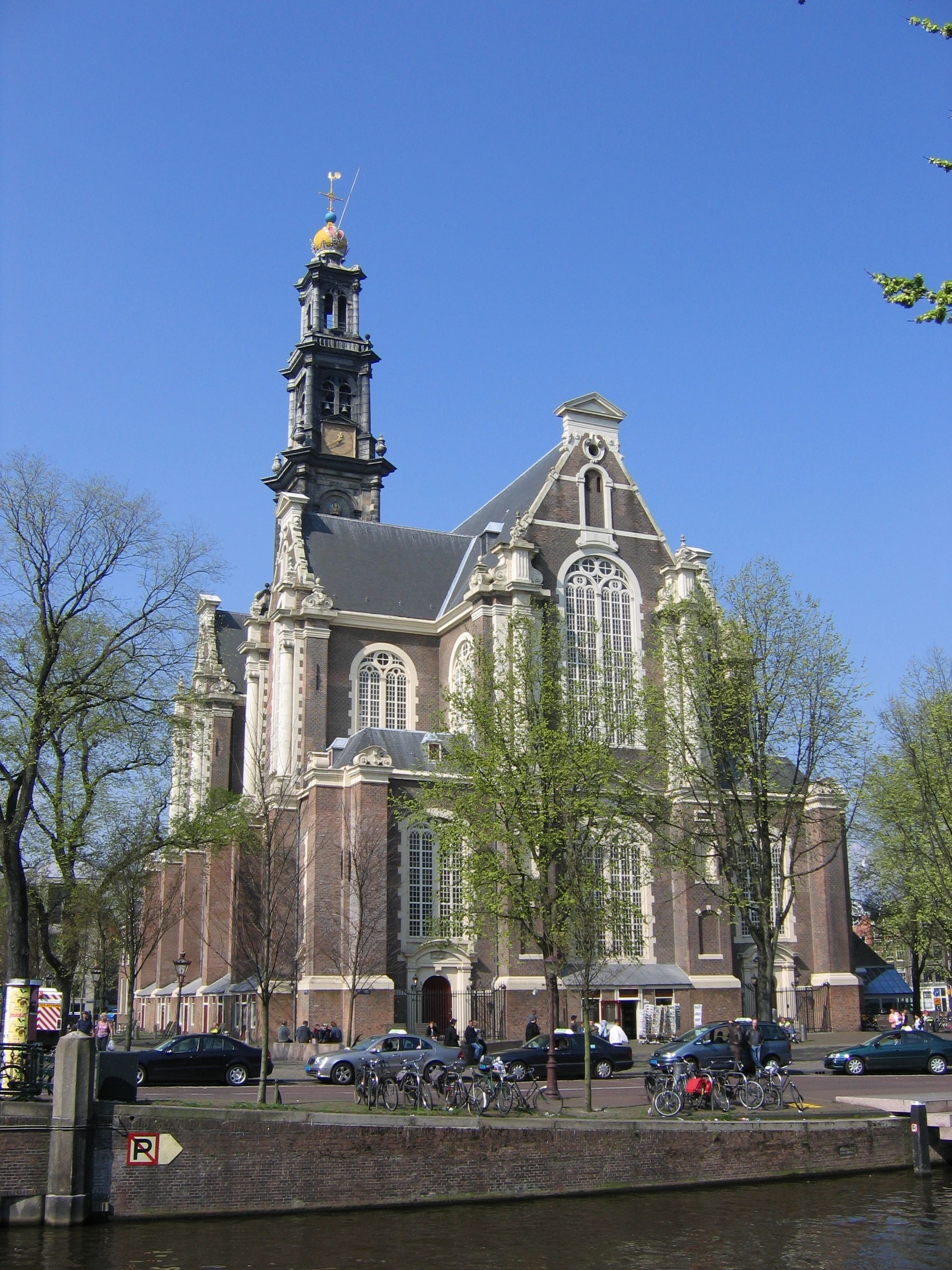
Außenansicht

Die Westerkerk gehört zur Protestantischen Kirche in Amsterdam und liegt zwischen Prinsengracht und Keizersgracht, am Rand des Jordaan, des bekannten Wohngebietes in der Innenstadt von Amsterdam. Ganz in der Nähe befindet sich auch das Anne-Frank-Haus und das Homomonument. Das Gebäude steht als Rijksmonument unter Denkmalschutz.

## Architektur

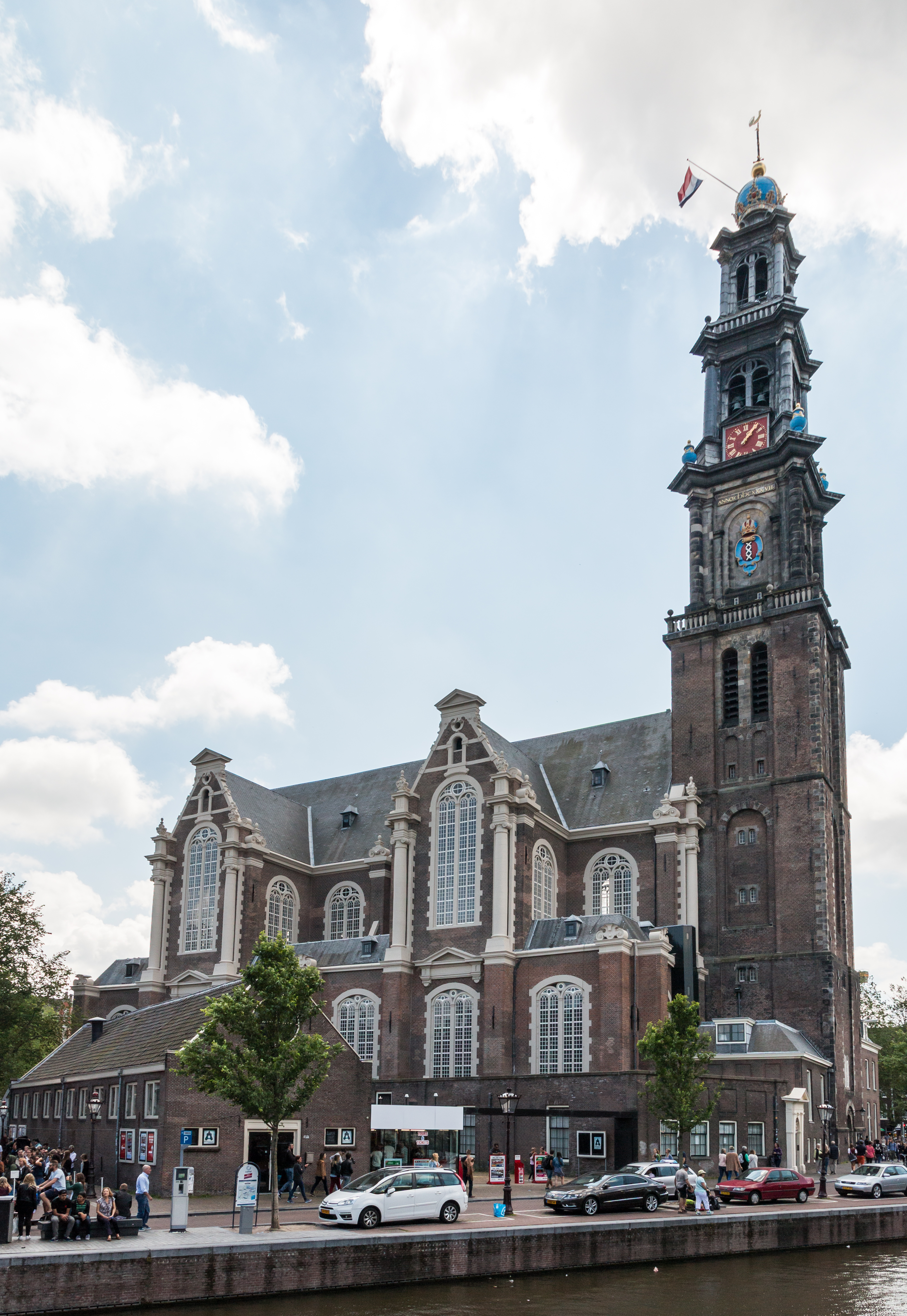
Seitenansicht

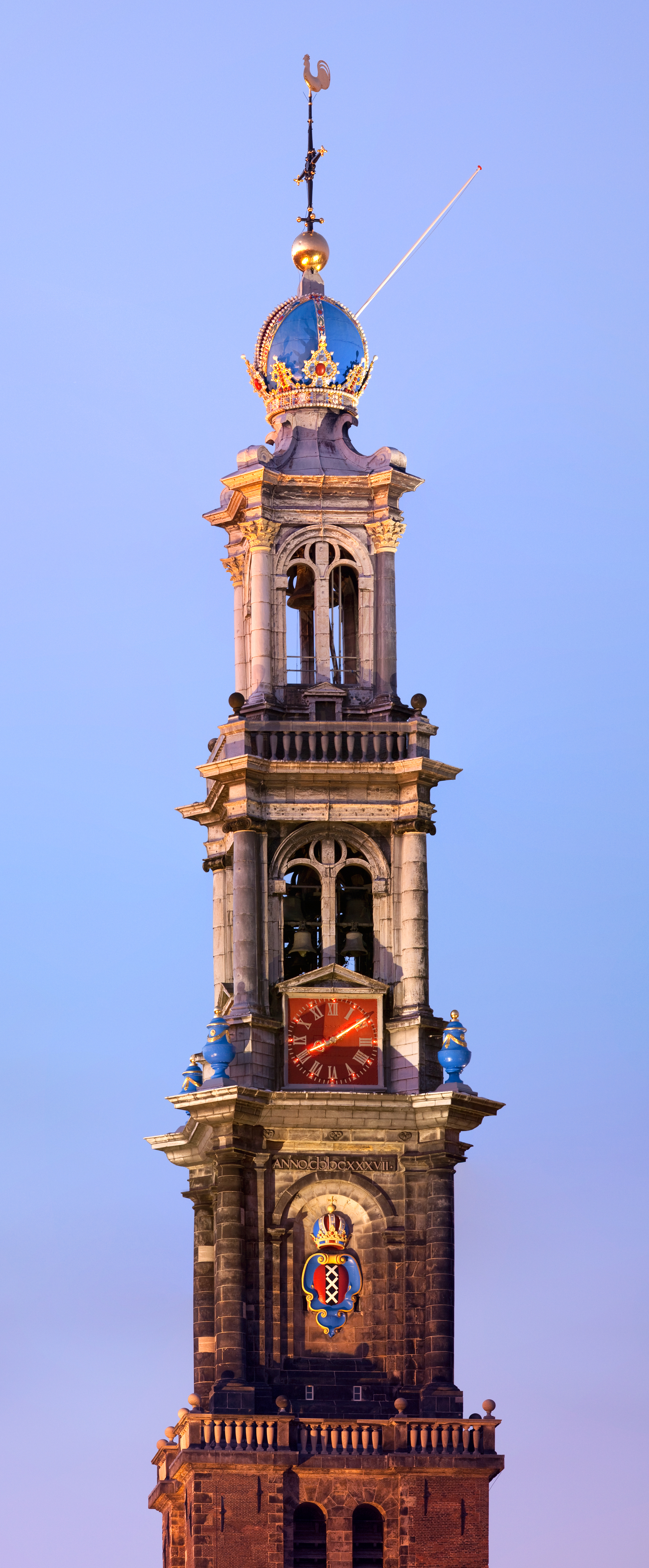
Kirchturm mit Krone und Glockenspiel

Die Westerkerk wurde von Hendrick de Keyser (1565–1621) im Renaissancestil entworfen und 1620–1631 erbaut. Nach dem Tod des Baumeisters Hendrick de Keyser, der in der Zuiderkerk begraben wurde, wurde der Bau unter der Leitung seines Sohnes Pieter de Keyser (1595–1676) fortgeführt. Am 8. Juni 1631 wurde die Kirche ihrer Bestimmung übergeben. Sie hat die Bauform einer kreuzförmigen Basilika mit zwei Querschiffen in nüchternen Renaissanceformen mit nachgotischen Elementen und eine Länge von 58 m und eine Breite von 29 m.

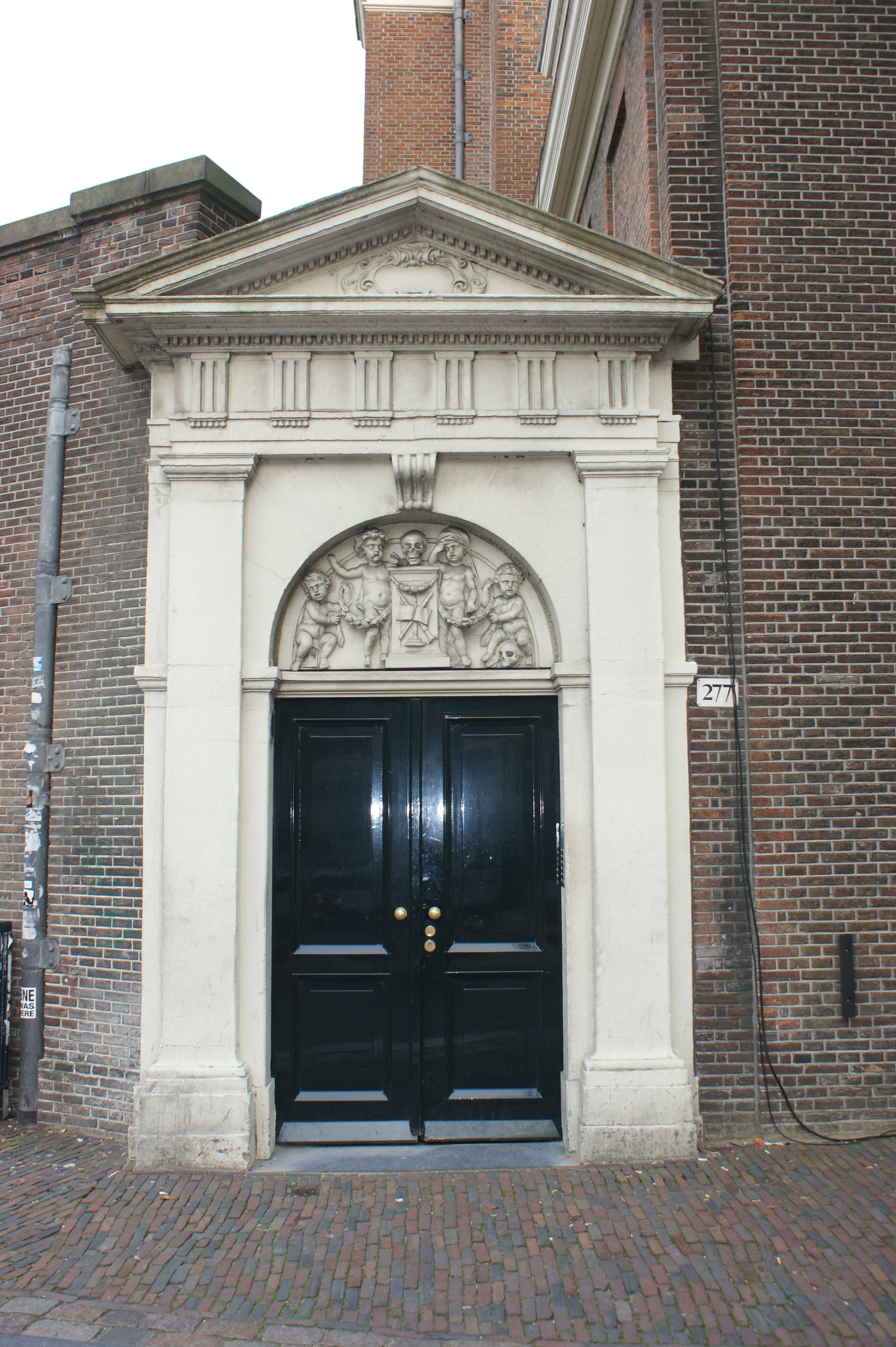
Portal zur Prinsengracht
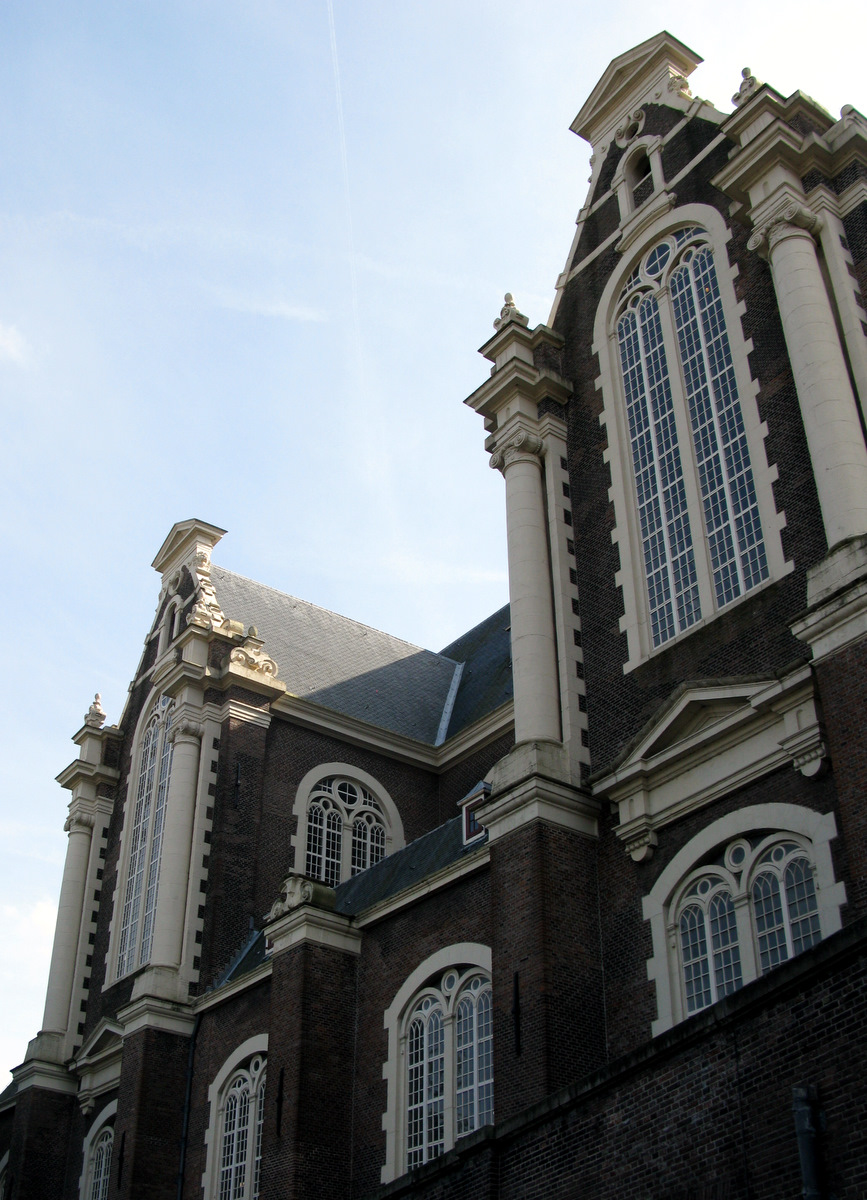
Detail: Seitenansicht

## Westturm

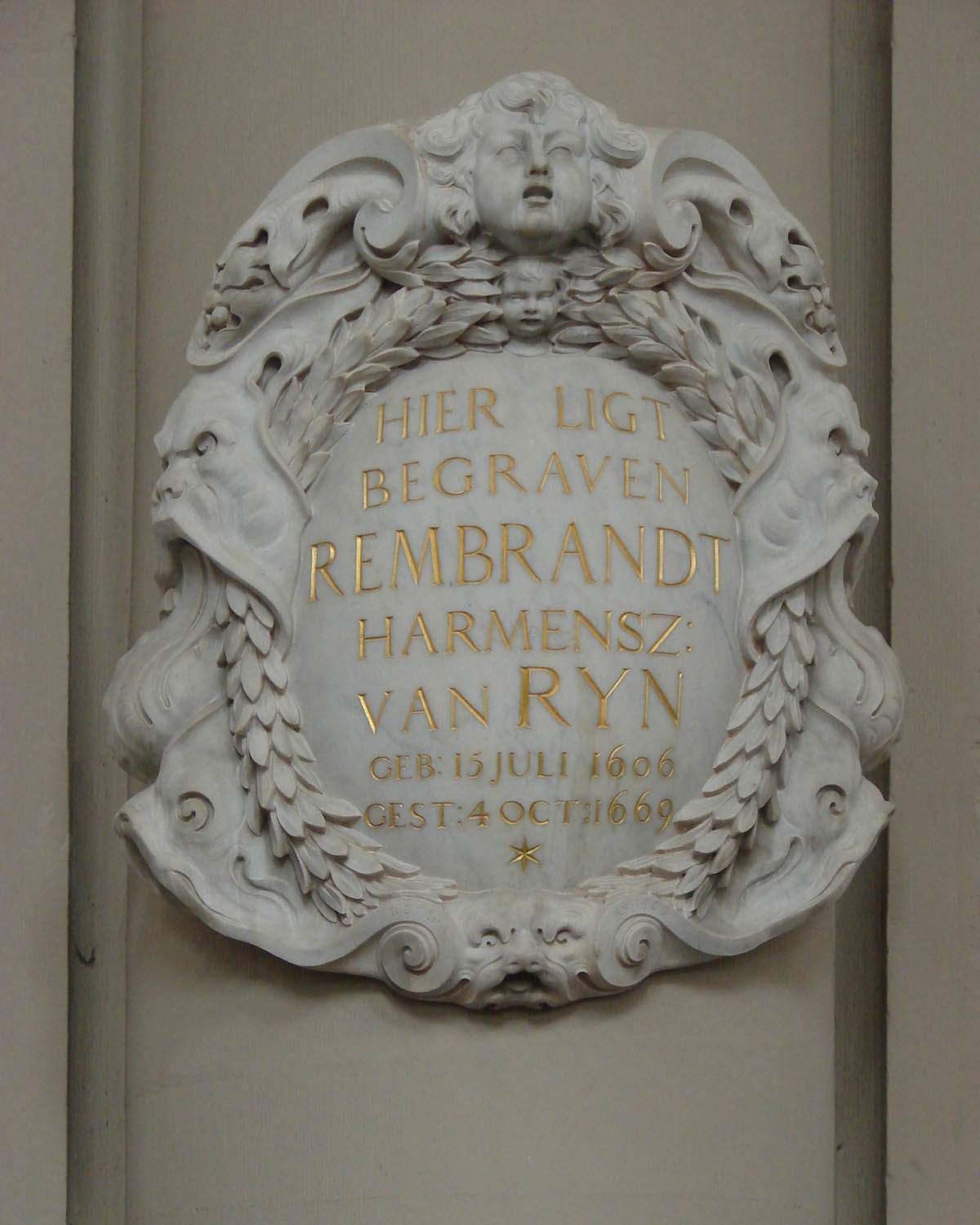
Gedenktafel Rembrandt van Rijn

Der Turm der Westerkerk ist berühmter als die Kirche selbst. Dies liegt vor allem daran, dass der Westturm aus der Umgebung gut sichtbar ist und darum häufig beschrieben (beispielsweise im Tagebuch der Anne Frank, die das Glockenspiel aus ihrem Versteck hören konnte) und besungen wird. Er trägt die Spitznamen „Langer Jan“ oder „Der alte Wester“.
Der Turm ist 85 m hoch und damit der höchste Kirchturm Amsterdams. In den Sommermonaten kann man ihn bis zur ersten Plattform besteigen. Von Februar 2006 bis Mai 2007 wurde der Turm renoviert und kann seitdem wieder besichtigt werden.
Die Kirchturmspitze stammt aus dem Jahr 1638 und besitzt Glocken von François Hemony. Sie schließt mit der Kaiserkrone Maximilians I. ab. Vermutlich wurde die Rudolfskrone, die spätere österreichische Kaiserkrone, dieser Krone nachempfunden. Nach Maximilian I. wurde auch die Keizersgracht benannt, an der die Westerkerk auf der einen Seite liegt. Dieser hatte 1489 der Stadt Amsterdam erlaubt, seine Krone im Wappen zu führen, so dass die Kirchturmspitze damit auch einen Teil des Wappens der Stadt zeigt.

## Innenraum, Ausstattung

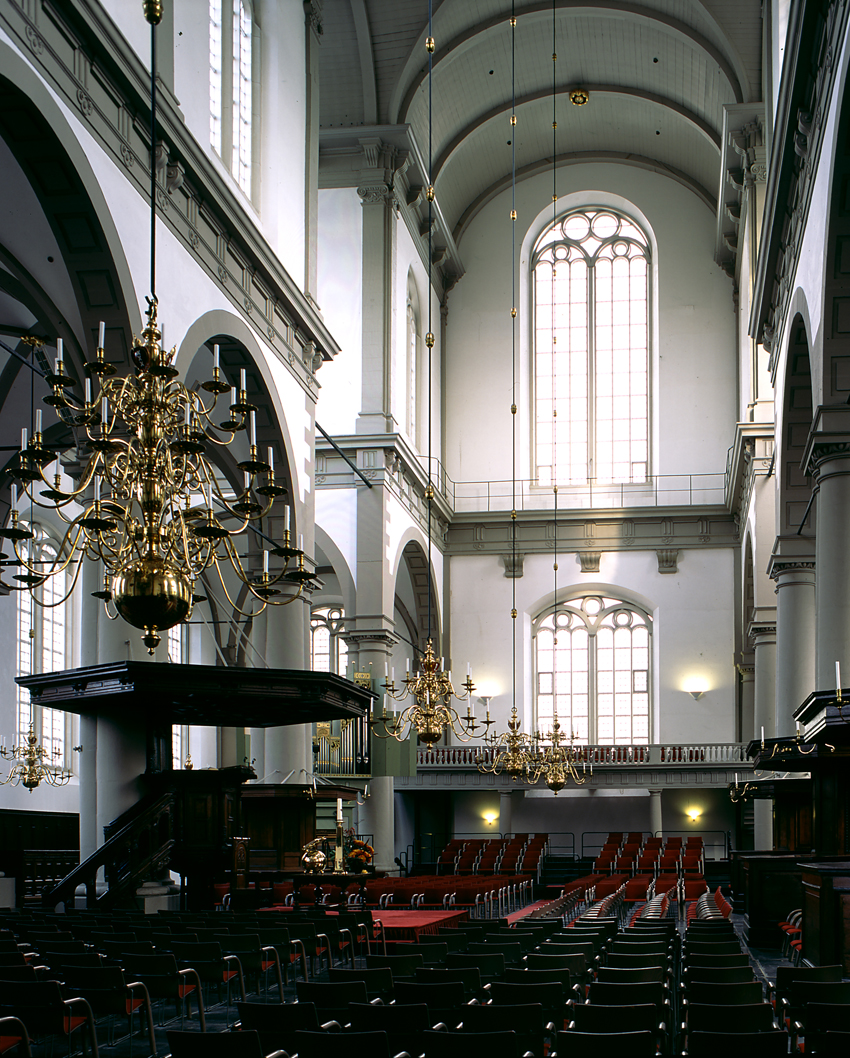
Blick durch den Kirchenraum
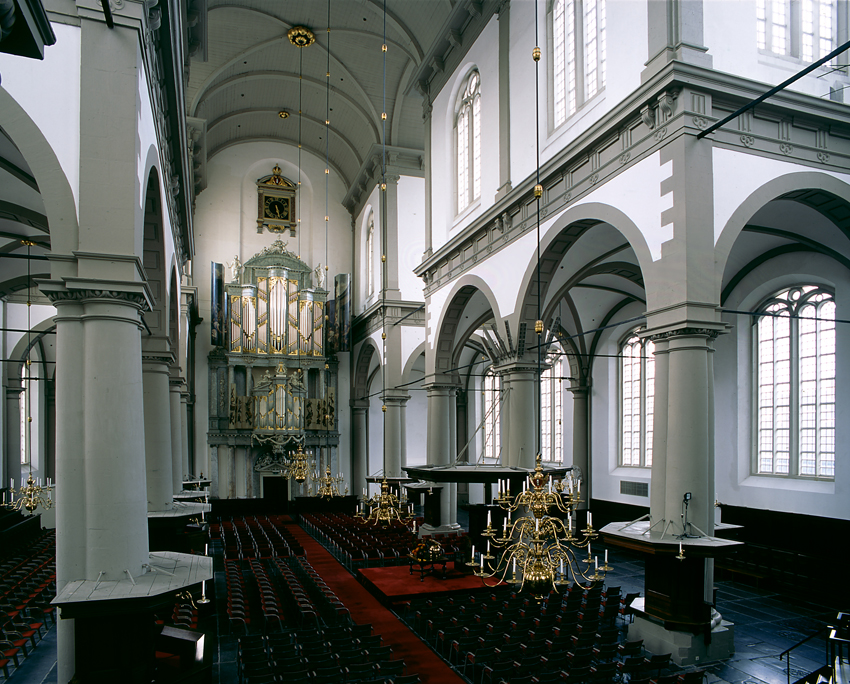
Blick durch den Kirchenraum auf die Orgel
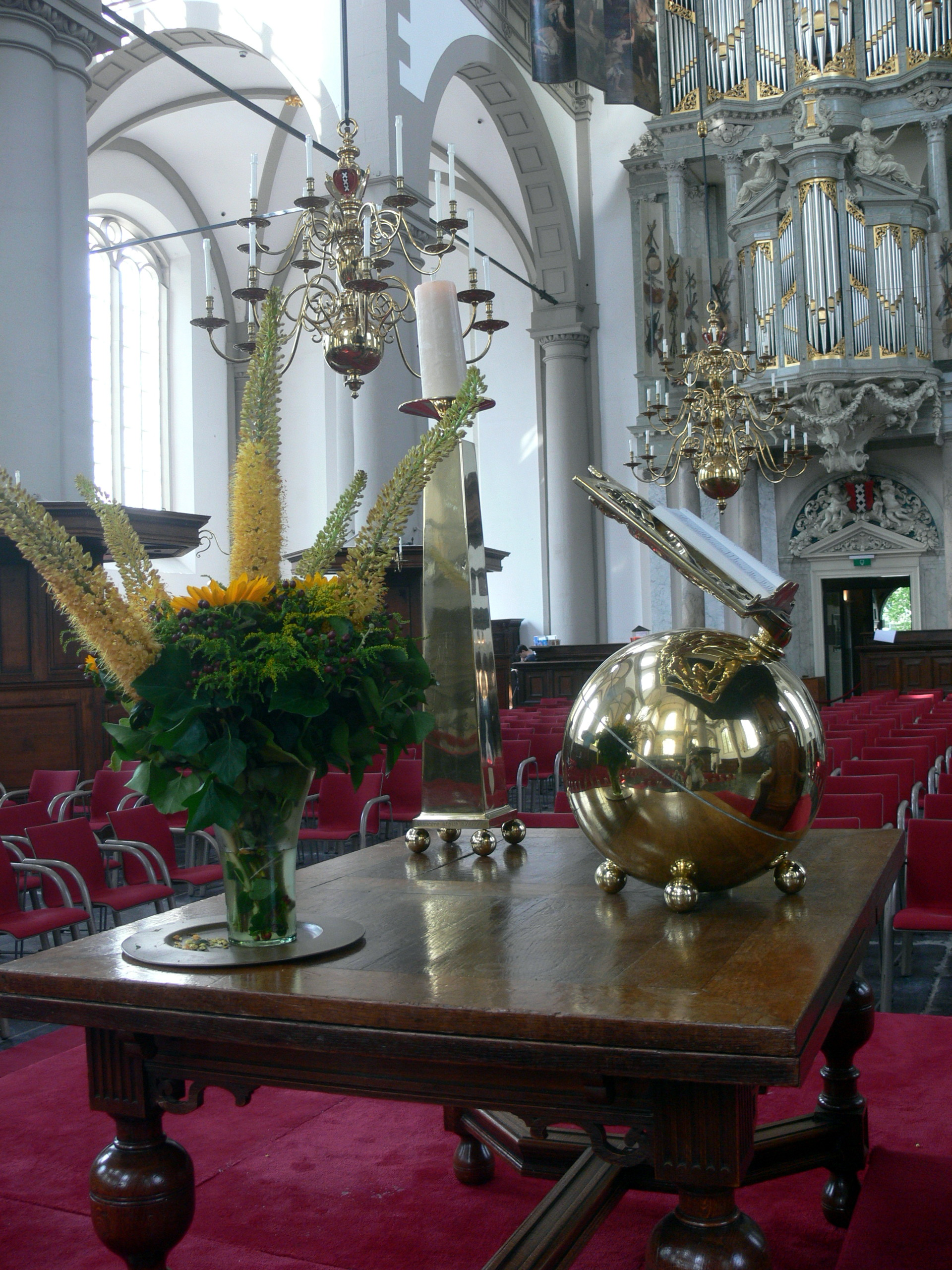
Blick auf den Altartisch
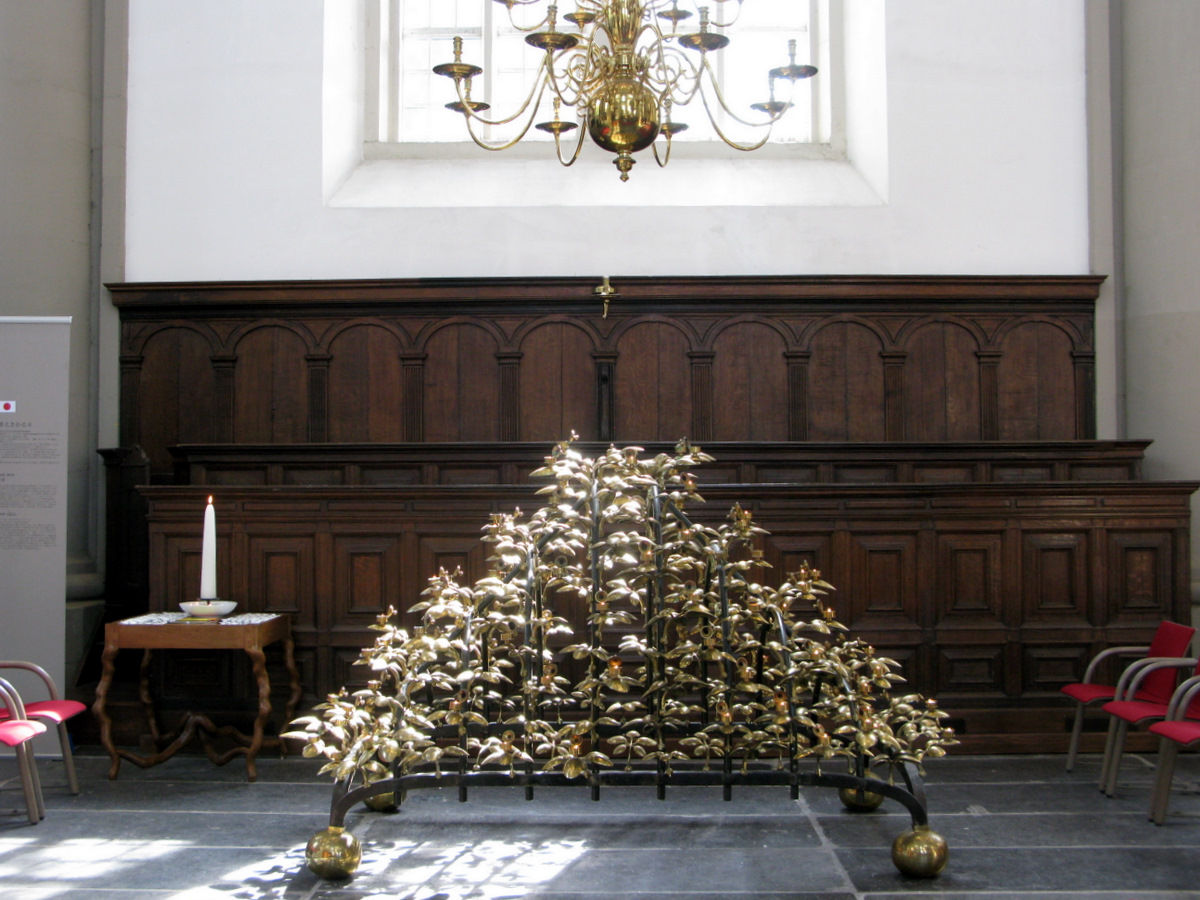
Gedenkleuchter

## Grabdenkmale
Im nördlichen Teil wurde 1669 Rembrandt van Rijn begraben. Eine 1906 errichtete Gedenktafel erinnert daran. Auch Rembrandts Sohn Titus und seine Geliebte Hendrickje Stoffels liegen in der Kirche begraben.
Weitere Maler, die in der Kirche begraben sind, sind Nicolaes Berchem, Gillis Claesz. de Hondecoeter und Melchior de Hondecoeter.
Auch an den aus Franken stammenden Chemiker und Apotheker Johann Rudolph Glauber, nach dem das Glaubersalz benannt ist, erinnert eine Gedenkplatte.

## Orgel

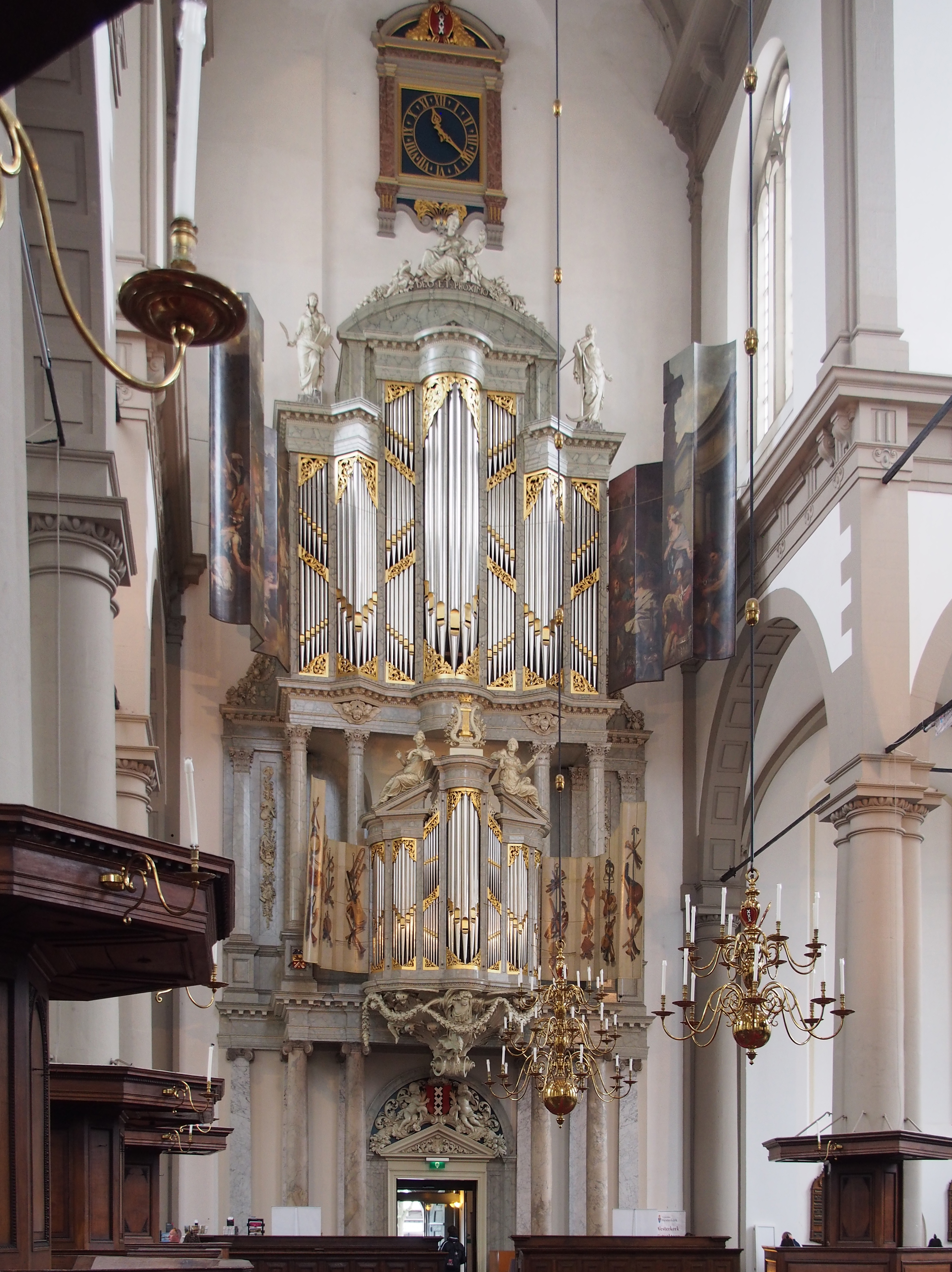
Vorderansicht der Hauptorgel

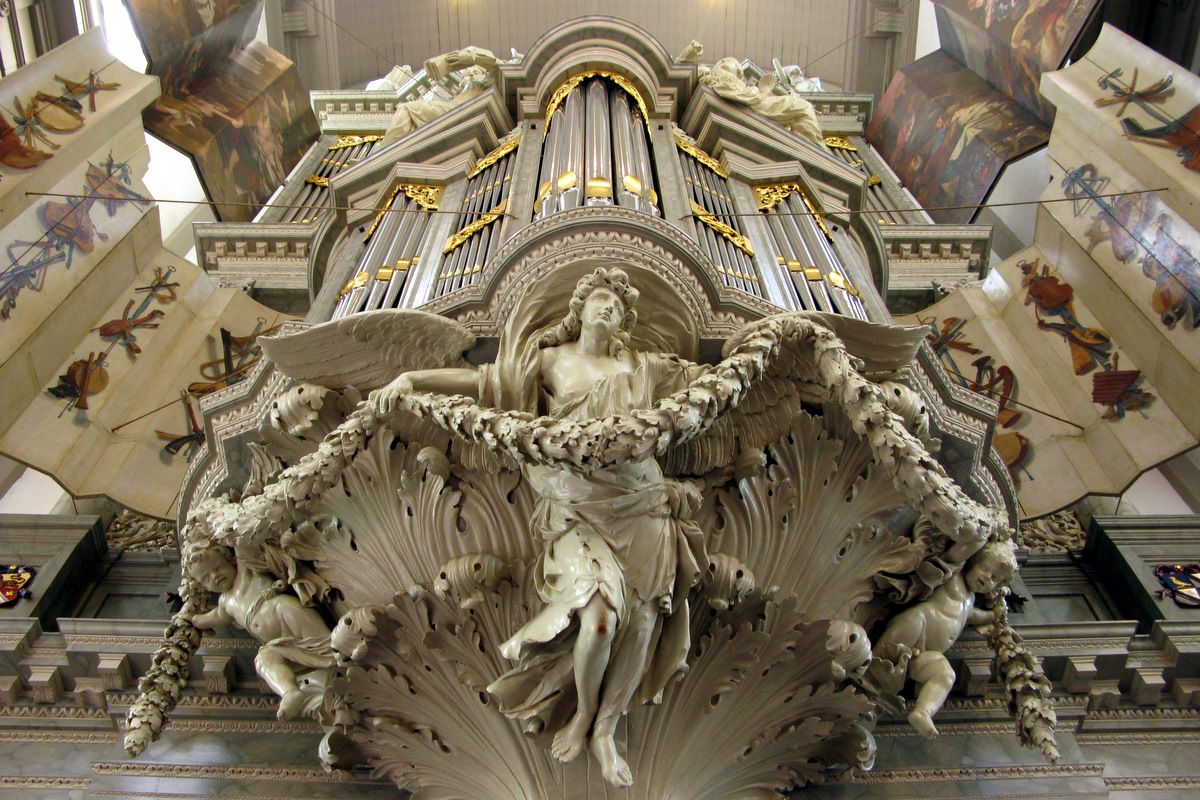
Detailansicht von unten

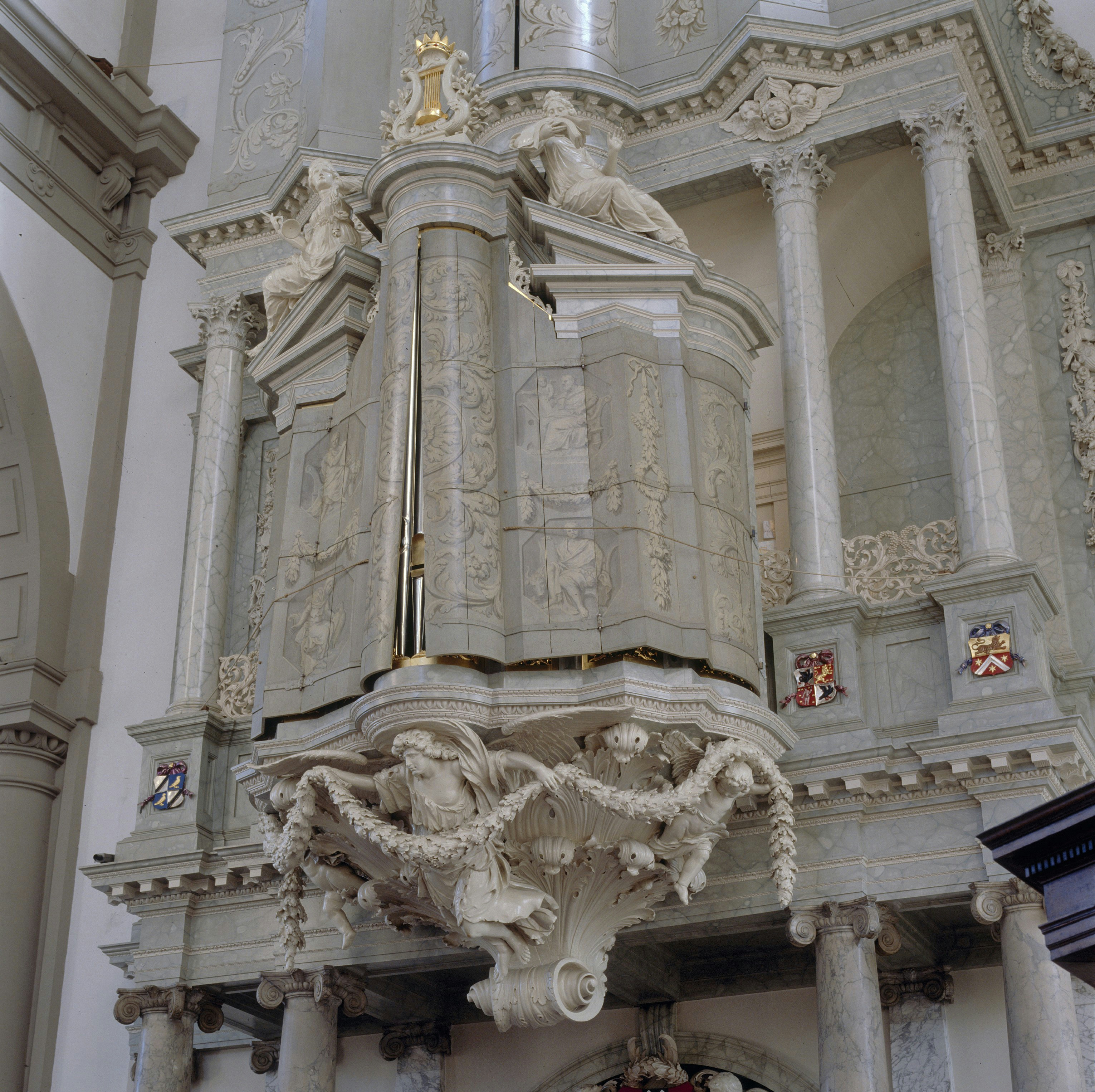
Geschlossenes Rückpositiv

Die Hauptorgel geht zurück auf ein Instrument, das im Jahre 1686 von den Orgelbauern Roelof Barentszoon Duyschot und Johannes Duyschot gebaut worden war. Dieses Instrument hatte zwei Manualwerke und ein Pedalwerk. 1727 wurde das Instrument durch den Orgelbauer Christian Vater, einen Schüler von Arp Schnitger, um ein drittes Manualwerk, das Oberwerk erweitert. Architektonisch formt die Orgel eine Einheit mit dem Kirchengebäude und ist mit Abdeckungen versehen, die von Gerard de Lairesse bemalt wurden (1640–1711).
Im 18., 19. und 20. Jahrhundert wurde die Orgel mehrfach umgebaut, insbesondere mit Blick auf die sich verändernden Klangideale. In den Jahren 1989–1992 wurde das Instrument durch das Orgelbauunternehmen Flentrop Orgelbouw (Zaandam) umfassend restauriert und in weiten Teilen rekonstruiert – mit Blick auf den Zustand der Orgel in den Jahren 1686 bzw. 1727. Da aus dieser Zeit nur noch ca. 600 originale Pfeifen erhalten waren, mussten ca. 3.000 Pfeifen rekonstruiert werden. Beibehalten wurden die Prospektpfeifen von Hauptwerk, Rückpositiv und Pedalwerk aus dem 19. Jahrhundert ebenso wie die Baarpijp aus dem Jahre 1895. Erweitert wurde die Disposition um drei Zungenstimmen (Dulciaan 8′, Fagot 16′, Trompet 4′). Um das Zusammenspiel mit anderen Instrumenten, und auch die Darbietung von Orgelliteratur des 19. und 20. Jahrhunderts zu ermöglichen, wurde die Tonhöhe (historisch: 460 Hz.) auf 440 Hz. angepasst. Das Instrument hat seit 1992 insgesamt 41 Register auf drei Manualwerken und Pedalwerk.
| I Hoofdwerk C–d3 |                      |       |
| 01.              | Prestant             | 16′   |
| 02.              | Octaaf               | 08′   |
| 03.              | Quintadeen (ab cis1) | 08′   |
| 04.              | Octaaf I–II          | 04′   |
| 05.              | Nasaet I–II          | 03′   |
| 06.              | Superoctaaf I–II     | 02′   |
| 07.              | Sexquialter III–IV D | 2 ⁄3′ |
| 08.              | Mixtuur IV–VII B/D0  | 01′   |
| 09.              | Scherp IV–VII B/D    | 01′   |
| 10.              | Fagot                | 16′   |
| 11.              | Trompet              | 08′   |

| II Rugwerk CDE–d3 |                    |        |
| 12.               | Prestant I–II      | 08′    |
| 13.               | Holpijp            | 08′    |
| 14.               | Quintadeen         | 08′    |
| 15.               | Octaaf I–II        | 04′    |
| 16.               | Open-Fluit I–II    | 04′    |
| 17.               | Octaaf I–II        | 02′    |
| 18.               | Sexquialter II–III | 2 ⁄3′  |
| 19.               | Sifflet I–II       | 01′    |
| 20.               | Mixtuur III–VIII   | 02′    |
| 21.               | Scherp III–VIII    | 01′    |
| 22.               | Scherp IV D0       | 1 3⁄5′ |
| 23.               | Trompet            | 08′    |
|                   | Tremulant          |        |

| III Bovenwerk C–d3 |                  |        |
| 24.                | Prestant I–II    | 08′    |
| 25.                | Quintadeen       | 08′    |
| 26.                | Baarpijp         | 08′    |
| 27.                | Octaaf I–II      | 04′    |
| 28.                | Holfluit         | 04′    |
| 29.                | Quint I–II       | 03′    |
| 30.                | Woudfluit I–II   | 02′    |
| 31.                | Ruispijp III–VI0 | 02′    |
| 32.                | Tertiaan II–III  | 1 3⁄5′ |
| 33.                | Dulciaan         | 08′    |
| 34.                | Vox humana       | 08′    |
|                    | Tremulant        |        |

| Pedaal C–d1 |           |     |
| 35.         | Bourdon   | 16′ |
| 36.         | Prestant  | 08′ |
| 37.         | Roerquint | 06′ |
| 38.         | Octaaf    | 04′ |
| 39.         | Bazuin    | 16′ |
| 40.         | Trompet   | 08′ |
| 41.         | Trompet   | 04′ |

- Koppeln: I/II, II/I, III/I, I/P, II/P, III/P
- Tremulanten: zusätzlich zu den Tremulanten der Einzelwerke ein Tremulant für die gesamte Orgel

### Chororgel

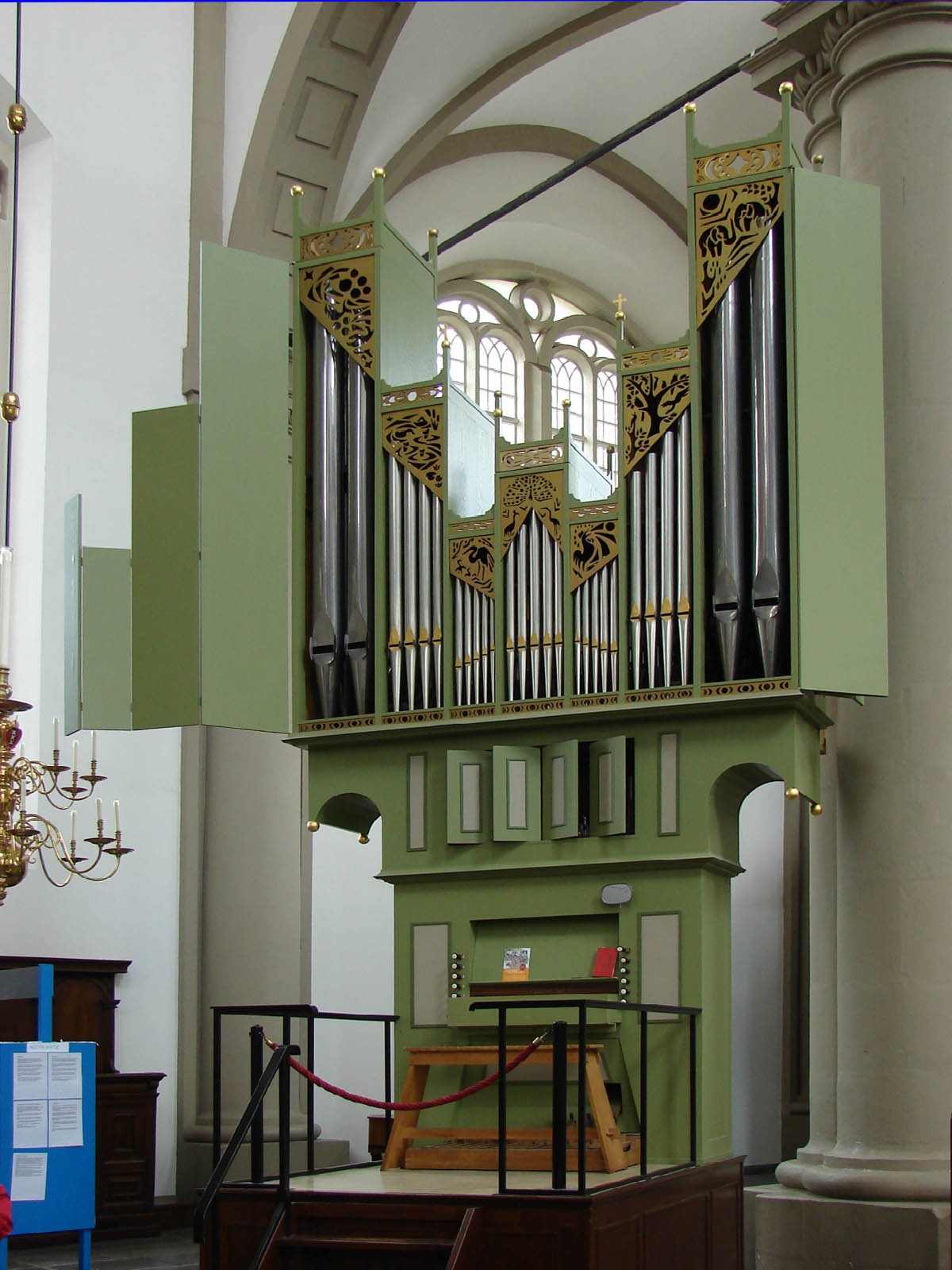
Chororgel

Seit 1963 besitzt die Kirche auch eine Chororgel, die von Dirk Andries Flentrop gebaut und 2001 restauriert wurde. Das Schleifladen-Instrument hat 12 Register auf zwei Manualen und Pedal. Die Trakturen sind mechanisch.
| I Hoofdwerk C–f3 |                |    |
| 1.               | Holpijp        | 8′ |
| 2.               | Prestant       | 4′ |
| 3.               | Gemshoorn      | 4′ |
| 4.               | Octaaf         | 2′ |
| 5.               | Sesquialter II |    |
| 6.               | Mixtuur III–IV |    |

| II Borstwerk C–f3 |             |    |
| 07.               | Holpijp     | 8′ |
| 08.               | Open fluit  | 4′ |
| 09.               | Nachthoorn  | 2′ |
| 10.               | Cymbel I–II |    |
| 11.               | Regaal      | 8′ |
|                   | Tremulant   |    |

| Pedaal C–d1 |        |     |
| 12.         | Subbas | 16′ |

- Koppeln: II/I, I/P, II/P

Organist der Westerkerk ist seit 1981 Jos van der Kooy.